# شهرستان تولار (کالیفرنیا)
شهرستان تولار واقع در دره مرکزی در ایالت کالیفرنیا، جنوب فرزنو، کشور آمریکا می‌باشد. پارک ملی سکویا، پارک ملی کینگز کنیون و مونت ویتنی در این شهرستان واقع شده‌اند. مطابق با سرشماری سال ۲۰۰۰ جمعیت آن معادل ۳۶۸٬۰۲۱ نفر برآورد شده‌است. بخشداری آن ویسالیا می‌باشد. نام شهرستان از دریاچه تولار گرفته شده‌است.